# سوحا
سوحا (به عربی: سوحا) یک روستا در سوریه است که در ناحیه عقیربات واقع شده‌است. سوحا ۲٬۲۳۲ نفر جمعیت دارد.